# Peterhead
Peterhead (Peterheid in scots, Ceann Phàdraig in gaelico scozzese) è una località scozzese dell'Aberdeenshire, nel Regno Unito, situata circa 50 km a nord-nord-est di Aberdeen, nel punto più ad est della Scozia continentale. Secondo le stime del 2006, Peterhead conta circa 17.330 abitanti.

## Curiosità
Peterhead è l'insediamento abitato più a est della Scozia.